# Arén
Arén (Areny de Noguera en catalán ribagorzano) es un municipio español de Ribagorza, provincia de Huesca, Aragón.

## Geografía
Está situado en el valle del río Noguera Ribagorzana, en su margen derecha. El municipio de Arén está situado en la carretera nacional 230 y forma parte del Prepirineo aragonés. Se sitúa en la denominada Franja.

### Núcleos del municipio
Con una extensión de 119,18 km², el término municipal de Arén está formado por los núcleos siguientes:
- Antiguo término de Arén:

Arén, Berganuy, Campamento de Arén, Claravalls, Puifel, Sobrecastell y Soliva.
- Antiguo término de Cornudella de Baliera (agregado al municipio en 1965):

Casa consistorial, L'Hostalet, Iscles, Puimolar, Rivera de Vall, San Martín, El Sas, Soperún, Suerri, Treserra y Vilaplana.
- Antiguo término de Betesa (agregado en 1966):

Betesa, Los Molinos de Betesa, Obís y Santa Eulalia.

### Localidades limítrofes
Al norte y noreste limita con Sopeira, al este con el río Noguera Ribagorzana (frontera con Cataluña), al sur con el municipio de Puente de Montañana, al suroeste con Monesma y Cajigar, al oeste con Isábena y al noroeste con el municipio de Beranuy.

## Historia
Arén perteneció al condado de Ribagorza y fue plaza militar hasta finales del siglo XVIII, cuando la guarnición se mudó a Benasque. Durante la Guerra de Sucesión fue destruida y su población altamente diezmada a causa de los abusos que cometieron ambos contingentes.

## Demografía
Arén cuenta con una población de 306 habitantes (INE 2024).
| Gráfica de evolución demográfica de Arén entre 1842 y 2021 |
| |
| Población de derecho según los censos de población del INE Población de hecho según los censos de población del INEEntre el censo de 1857 y el anterior, crece el término del municipio porque incorpora a Claravalls, Isclés, Puifel y Soliva Entre el censo de 1970 y el anterior, crece el término del municipio porque incorpora a Betesa y Cornudella |

| 337 | 339 | 358 | 391 | 356 | 345 | 385 | 368 | 378 | 322 | 300 | 270 | 283 | 300 | 301 | 298 | 286 | 282 | 279 | 283 | 270 | 253 | 220 | 218 | 211 | 202 | 175 | 154 | 143 | 158 | 185 | 180 | 190 |
| Para los censos de 1962 a 1999 la población legal corresponde a la población sin duplicidades (Fuente: INSEE [Consultar]) |     |     |     |     |     |     |     |     |     |     |     |     |     |     |     |     |     |     |     |     |     |     |     |     |     |     |     |     |     |     |     |     |

## Administración y política
| Período   | Alcalde                      | Partido |  |
| --------- | ---------------------------- | ------- |  |
| 1979-1983 | Enrique Ferrer Bernardo      | Ind.    |  |
| 1983-1987 |                              |         |  |
| 1987-1991 |                              |         |  |
| 1991-1995 |                              |         |  |
| 1995-1999 |                              |         |  |
| 1999-2003 |                              |         |  |
| 2003-2007 |                              |         |  |
| 2007-2011 | Miguel Gracia Ferrer         | PSOE    |  |
| 2011-2015 | Miguel Gracia Ferrer         | PSOE    |  |
| 2015-2019 | Miguel Gracia Ferrer         | PSOE    |  |
| 2019-2023 | Miguel Gracia Ferrero        | PSOE    |  |
| 2023-2027 | María Asunción Codina Marcet | PSOE    |  |

| Partido político    | Partido político                                   | 2003   | 2007   | 2011   | 2015   | 2019   | 2023   |
| Partido político    | Partido político                                   | Ediles | Ediles | Ediles | Ediles | Ediles | Ediles |
|                     | Partido de los Socialistas de Aragón (PSOE-Aragón) | 5      | 5      | 6      | 7      | 7      | 7      |
|                     | Partido Popular de Aragón (PP)                     | 1      | 1      | 1      | —      | —      | —      |
|                     | Chunta Aragonesista (CHA)                          | 1      | 1      | —      | —      | —      | —      |
| Total de concejales | Total de concejales                                | 7      | 7      | 7      | 7      | 7      | 7      |

## Cultura

### Patrimonio
- Yacimientos prehistóricos. En el entorno de Cornudella de Baliera se encuentran varias construcciones megalíticas (dólmenes y un menhir).
- Yacimiento de icnitas de dinosaurio de Arén.
- Restos de un castillo del siglo X.
- Necrópolis anterior al siglo XI.
- Iglesia del siglo XI.
- Iglesia parroquial de San Martín del siglo XVIII, de estilo barroco.[11]
- Casa del Gobernador del castillo.[11]

### Fiestas
- 23 de mayo, en honor del Santo Cristo, patrón del pueblo.
- 10 de noviembre.

## Economía
Su economía se basa en la ganadería y la agricultura, aunque últimamente está cobrando mucha importancia el turismo.

### Evolución de la deuda viva municipal
| Gráfica de evolución de Deuda viva del Ayuntamiento de Arén entre 2008 y 2019                                |
| |
| Deuda viva del Ayuntamiento de Arén en miles de Euros según datos del Ministerio de Hacienda y Ad. Públicas. |

## Rutas
Las siguientes rutas de senderismo pasan por la localidad:
- GR-18
- PR-HU 46 : finaliza aquí su trayecto.